# Powiatowy zespół ds. orzekania o niepełnosprawności
Powiatowy zespół ds. orzekania o niepełnosprawności – organ administracji publicznej orzekający w pierwszej instancji w sprawach o stwierdzenie niepełnosprawności.
Instytucja powiatowych zespołów ds. orzekania o niepełnosprawności została wprowadzona do polskiego porządku prawnego w 1997 roku na mocy ustawy z dnia 27 sierpnia 1997 r. o rehabilitacji zawodowej i społecznej oraz zatrudnianiu osób niepełnosprawnych (Dz.U. z 2025 r. poz. 913). Kolejna ustawa z dnia 24 lipca 1998 r. o zmianie niektórych ustaw określających kompetencje organów administracji publicznej (Dz.U. z 1998 r. nr 106, poz. 668, ze zm.), zmieniła właściwość zespołów. Powstały wówczas powiatowe zespoły ds. orzekania o niepełnosprawności, które są organami pierwszej instancji. Organami drugiej instancji – odwoławczymi są wojewódzkie zespoły ds. orzekania o niepełnosprawności.

## Procedura orzekania
Orzekanie odbywa się na wniosek osoby zainteresowanej lub jej przedstawiciela ustawowego bądź za zgodą ww. osób na wniosek ośrodka pomocy społecznej o niepełnosprawności bądź o stopniu niepełnosprawności oraz określają wskazania dotyczące:
- odpowiedniego zatrudnienia osoby ze względu na możliwości psychiczne, jak i fizyczne danej osoby
- szkolenia – w tym specjalistycznego
- zatrudnienia w Zakładzie Aktywności Zawodowej
- uczestniczenia w terapii zajęciowej (Warsztaty Terapii Zajęciowej)
- zaopatrzenia w przedmioty ortopedyczne, pomoce techniczne, umożliwiające funkcjonowanie danej osoby
- korzystania ze środowiskowego systemu wsparcia (samodzielna egzystencja), czyli:
  - korzystanie z usług socjalnych
  - korzystanie z usług opiekuńczych
  - korzystanie z terapii
  - korzystanie z rehabilitacji
  - świadczonych przez:
    - instytucje pomocy społecznej
    - organizacje pozarządowe
    - inne placówki
- stałej (długotrwałej opieki) pomocy innej osoby – ograniczenie zdolności do samodzielnej egzystencji
- codziennego współudziału opiekuna dziecka w procesie leczenia, rehabilitacji, edukacji
- spełnienia przez osobę niepełnosprawną przesłanek określonych w art. 8 ust. 1 ustawy z dnia 20 czerwca 1997 – Prawo o ruchu drogowym.